# Хутір Надія
«Ху́тір Наді́я» — державний заповідник-музей І. К. Карпенка-Карого (Тобілевича). Як і музейно-природничий заповідник «Тобілевичі» є філією Кіровоградського обласного краєзнавчого музею.
Створений на території садиби, що належала визначному драматургу, театральному діячеві кінця XIX — початку XX ст. Іванові Карпенку-Карому (Тобілевичу). 
Садибу закладено в 1871 році батьком драматурга Карпом Тобілевичем і названо іменем його дружини — Надії Тарковської. Згодом І. Карпенко-Карий обирає садибу постійним місцем проживання.

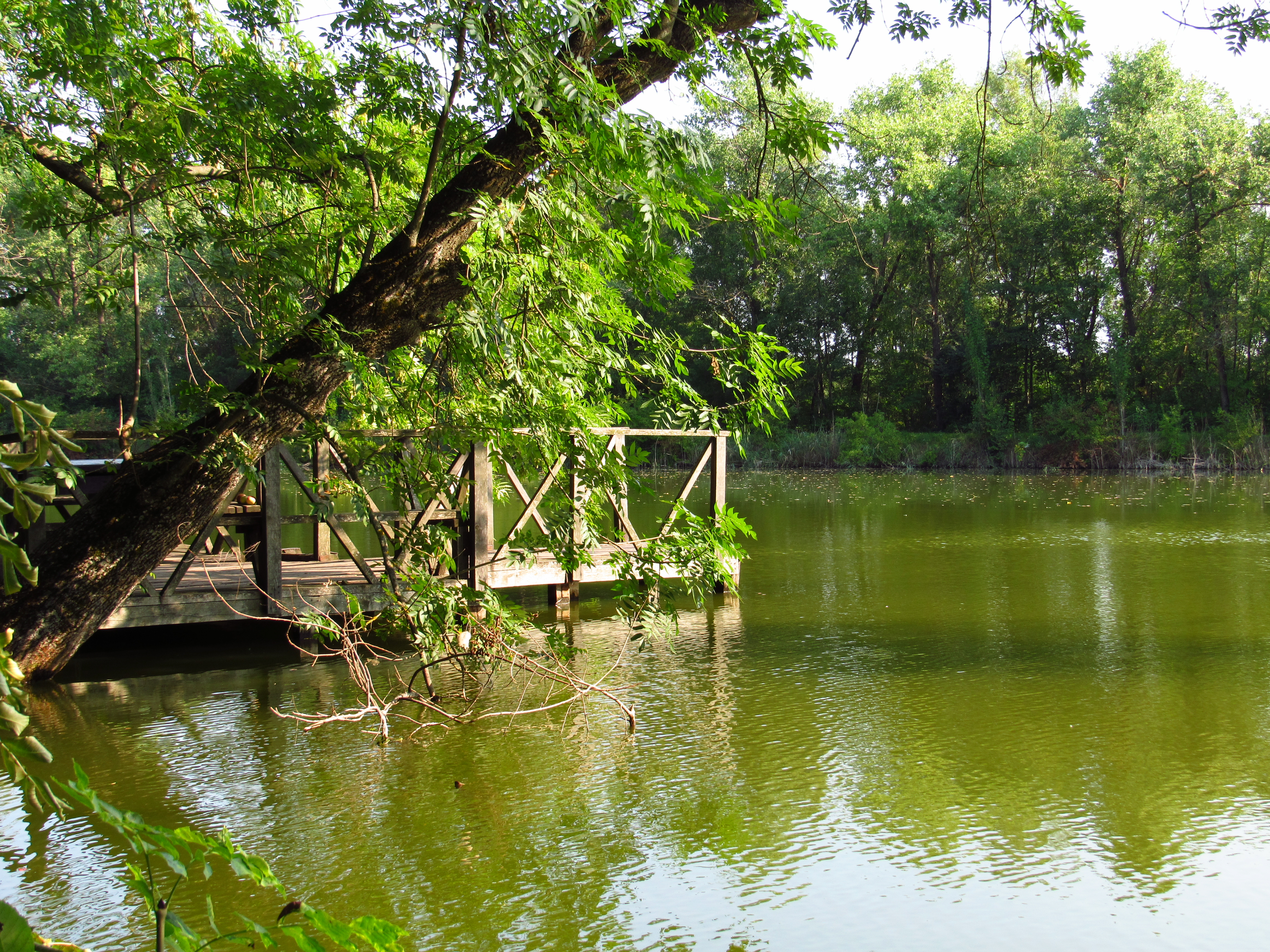
Парковий став

Спочатку сім'я Тобілевичів вела тут скромне власне господарство. З того часу збереглися «Батькова хата» і стара чумацька криниця. Після повернення з трирічного політичного заслання, навесні 1887 року Іван Карпович оселяється на хуторі та вирішує перетворити його на мальовничий куточок рідної природи — за його власним висловом «оазис в степу». 
На хуторі Надія ним написано 11 п'єс із 18, які увійшли в золотий фонд національної класичної драматургії. Це «Сто тисяч», «Хазяїн», тут же були написані ним історичні драми «Сава Чалий», «Гандзя» та інші.

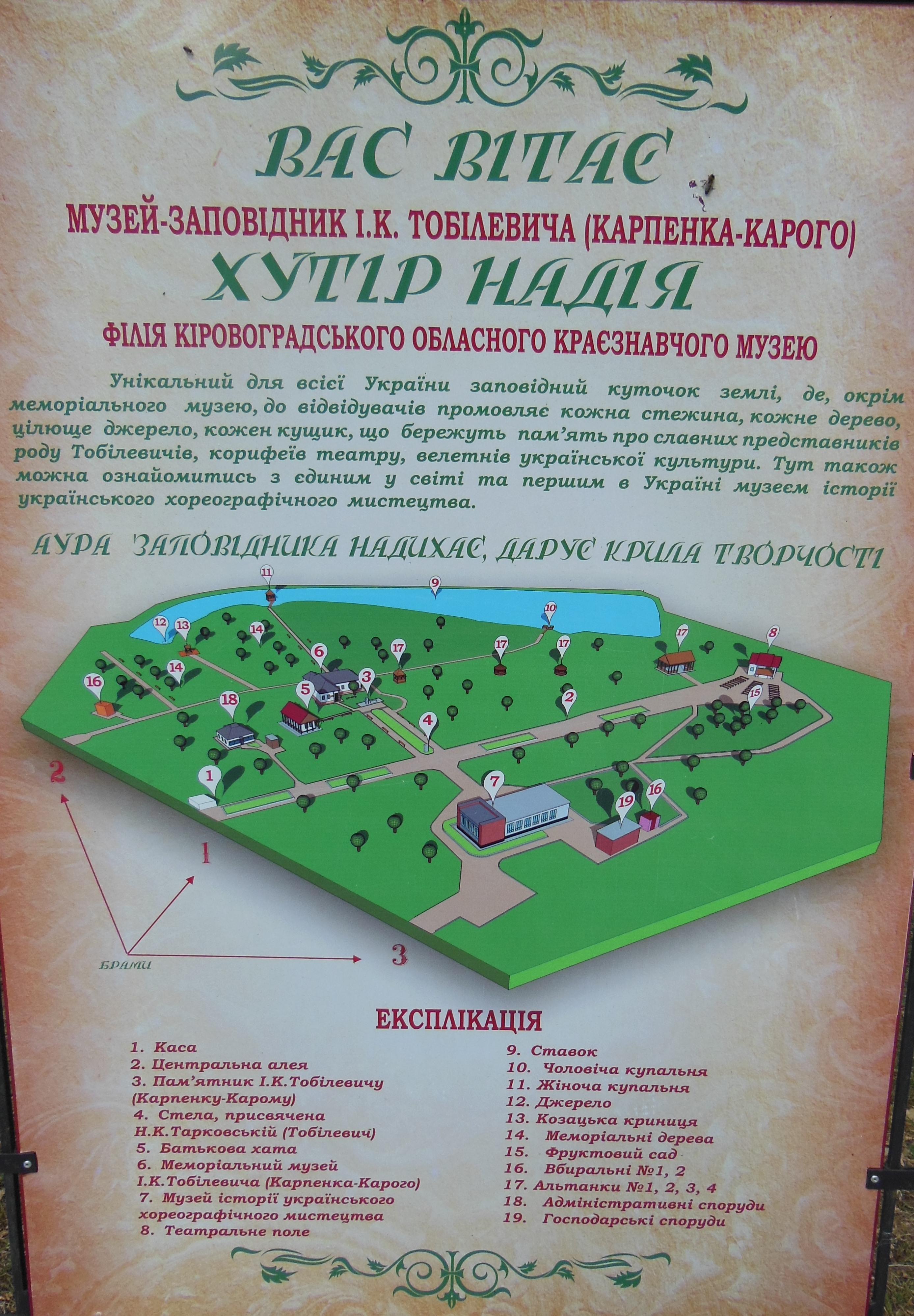
План музею

У садибі в різний час проживали Микола Садовський, Панас Саксаганський, М. Садовська-Барілотті. Тут зустрічалися талановиті митці М. Заньковецька, М. Кропивницький, М. Старицький та багато інших відомих театральних діячів, письменників і художників.Із восьмирічного віку на хуторі виховувався молодший брат Надії Карлівни  - Олександр, батько відомого російського поета Арсенія Тарковського і дід режисера Андрія Тарковського, який зайняв чільне місце в історії світового кіномистецтва. Народивши сімох дітей, Надія Карлівна померла зовсім молодою — у 30 років.
До комплексу садиби входять: батьківська хата, меморіальний будинок, приміщення літературно-меморіального музею, парк-пам'ятка садово-паркового мистецтва «Хутір Надія» (площею 11 га) і ставок. Встановлено пам'ятник-погруддя І. Карпенка-Карого. Нині тут постійно проводяться традиційні театральні свята «Вересневі самоцвіти». Хутір Надія часто називають «Меккою українського театру». Туди часто приїздили друзі, товариші по сцені й однодумці Тобілевичів. Кожен почесний гість мав посадити там своє дерево. Як наголошує Ігор Шаров і нині височать дуби, посаджені корифеями українського театру, а також руками багатьох видатних діячів культури, які відвідували хутір у різний час, зокрема і під час щорічного Всеукраїнського театрального свята «Вересневі самоцвіти». З декоративними та фруктовими насадженнями чергуються мальовничі галявини з природним травостоєм. Окрасою парку є Калинова алея, котра за життя Івана Карповича була улюбленим місцем його прогулянок. 
Неподалік від хутора, на Карлюжинському кладовищі, похований Іван Карпович, а також члени його родини. 
1956 року «Хутір Надія» оголошено державним заповідником-музеєм. Відтоді заклад працює на правах відділу Кіровоградського обласного краєзнавчого музею. Його унікальність відзначена багатьма видатними діячами української культури, серед яких Юрій Яновський, Петро Панч, Олесь Гончар, Олександр Корнійчук та іншими.
У 1970 році, під час святкування 125-річчя від дня народження Івана Карповича Тобілевича (Карпенка-Карого), за участі найвидатніших сучасних українських письменників та діячів театру започатковано щорічне свято театрального мистецтва — «Вересневі самоцвіти», яке з 1990 року стало Всеукраїнським. 
У 1982 році, до 100-річчя заснування українського Театру корифеїв, відновлено будинок драматурга, що був зруйнований 1944 року. Напередодні відзначення 150-річного ювілею драматурга в ньому відкрито нову театрально-літературну і меморіальну експозицію.
У заповіднику-музеї «Хутір Надія» експонується бл. 2 тисяч предметів, значна частина яких передана сім'єю Тобілевичів-Тарковських.
Щорічно «Хутір Надія» відвідують понад 4 тисячі гостей з різних регіонів України та зарубіжжя.
В Національній бібліотеці імені Ярослава Мудрого створено колекцію документальних джерел, що висвітлюють життєвий і творчий шлях І. Карпенка-Карого і вміщують в собі дослідження та монографії, статті та спогади, зокрема і спогади дружини Івана Карповича, актриси, перекладачки і письменниці Софії Тобілевич.https://elib.nlu.org.ua/catalogue.html?catalogue=207
Загальна кількість співробітників музею складає 13 осіб.